# Campionato italiano per programmi di scacchi
Il Campionato italiano per programmi di scacchi (CIPS) è una competizione annuale per motori scacchistici organizzata dal GSEI a partire dal 2001.
Fino al 2006 l'evento ha mantenuto il nome CIPS. Successivamente, sono stati ritenuti validi, ai fini della proclamazione del campione italiano, altri tornei: dal 2007 al 2009 la Chess Computer Cup e dal 2010 al 2012 l'Italian Open Chess Software Cup inclusa, quest'ultima, all'interno della manifestazione "Giocando con i Re".
Dal 2013, considerato il sempre crescente numero di programmi non italiani partecipanti, il GSEI ha ridenominato la competizione in International GSEI Tournament (IGT).
L'edizione del 2016 si sarebbe dovuta giocare a Norcia ma, a causa del terremoto avvenuto pochi giorni prima, fu spostata a Roma presso l'Accademia Scacchistica Romana.

## Albo d'oro[2]
| #  | Anno | Città          | Vincitore | Autore                |
| -- | ---- | -------------- | --------- | --------------------- |
| 1  | 2001 | Pisa           | Leila     | Carmelo Calzerano     |
| 2  | 2002 | Pontedera      | Delfi     | Fabio Cavicchio       |
| 3  | 2003 | Pontedera      | Delfi     | Fabio Cavicchio       |
| 4  | 2004 | Roma           | Delfi     | Fabio Cavicchio       |
| 5  | 2005 | Cutro          | Delfi     | Fabio Cavicchio       |
| 6  | 2006 | Como           | Delfi     | Fabio Cavicchio       |
| 7  | 2007 | Bologna        | Delfi     | Fabio Cavicchio       |
| 8  | 2008 | Torino         | Delfi     | Fabio Cavicchio       |
| 9  | 2009 | Carugate       | Chiron    | Ubaldo Andrea Farina  |
| 10 | 2010 | Carugate       | Chiron    | Ubaldo Andrea Farina  |
| 11 | 2011 | Carugate       | Equinox   | Giancarlo Delli Colli |
| 12 | 2012 | Roma           | ProChess  | Edoardo Manino        |
| 13 | 2013 | Omegna         | Chexa     | Mauro Riccardi        |
| 14 | 2014 | Torino         | Pedone    | Fabio Gobbato         |
| 15 | 2015 | Como           | Pedone    | Fabio Gobbato         |
| 16 | 2016 | Roma           | Chiron    | Ubaldo Andrea Farina  |
| 17 | 2017 | Roma           | Chiron    | Ubaldo Andrea Farina  |
| 18 | 2018 | Borgo Virgilio | Chiron    | Ubaldo Andrea Farina  |